# Lomaspilis lacticolor
Lomaspilis lacticolor är en fjärilsart som beskrevs av Barend J. Lempke 1951. Lomaspilis lacticolor ingår i släktet Lomaspilis och familjen mätare. Inga underarter finns listade i Catalogue of Life.